# Шульгина, Юлия Николаевна
Шульгина, Юлия Николаевна (12 марта 1896, Рязань, Рязанская губерния — 1921, Донбасс, РСФСР) — российская революционерка, председатель Рязанского горкома РСДРП(б), Рязанского губкома РСДРП(б), губернский комиссар социального обеспечения.

## Биография
Родилась в Рязани, в семье богатого купца. Кроме нее в семье было два брата — Лев и Виктор.
Белый двухэтажный каменный дом на углу Садовой и Владимирской (ныне улица Свободы) не был «благонадежным» в глазах полиции и жандармерии. Здесь в кабинете дяди присяжного поверенного Григория Викторовича Шульгина, за три года до рождения Юлии собирались первые рязанские марксисты — Н. Л. Мещеряков, С. И. Мицкевич, А. И. Рязанов, И. А. Давыдов и другие. В годы первой русской революции ее тетка — Надежда Викторовна Шульгина — активно работала в Рязанской группе РСДРП, позднее помогала большевикам.
Юлию в семье любили. Она много читала и с детства увлекалась историей. Ее мать была тяжело больна, и девочку воспитывали многочисленные тетки, бабушка и няня. Она росла живой, смышленой, общительной. Сердце ее всегда было распахнуто навстречу людям, и всю свою жизнь она была приветливой и сердечной, отзывчивой на беду и горе.
В 1908 году Юлию отдали учиться в лучшее тогда в Рязани женское учебное заведение — частную гимназию В. П. Екимецкой, сразу в третий класс.
В 15 лет вместе с 17-летним братом Виктором начала знакомиться с нелегальной литературой. За политическим самообразованием племянников следила Надежда Викторовна, их тётя. Первой серьезной работой, которую изучали брат и сестра, была книга Ф. Энгельса «Положение рабочего класса в Англии», следующими — «Женщина и социализм» А. Бебеля, «К деревенской бедноте» В. И. Ленина.
Вместе с подругой Варей Додоновой, Юлия и Виктор Шульгины стали заниматься в марксистском кружке. В нем изучались «Капитал» Маркса, «Манифест Коммунистической партии», работы, раскрывающие положение рабочего класса России, — «Экономическая политика самодержавия», «Экономические и социальные вопросы в современном обществе», «Программа РСДРП», работа В. И. Ленина «Фридрих Энгельс»... Читались и комментировались статьи из нелегальной большевистской печати. Занятия проходили под видом пикников и прогулок молодежи за город, лодочных поездок по Трубежу и Оке, вечеринок у одноклассников.
Впечатлительную Юлию взволновали и потрясли события на Ленских приисках. О расстреле рабочих говорилось много не только среди членов кружка, но и дома. Именно к этому времени относится первое партийное поручение, которое выполнили брат и сестра Шульгины. Это была отправка нелегальной литературы на Мурминскую суконную фабрику Арацкова через семью Аксеновых, живших недалеко от Мурмина, в селе Казарь.
В 1913 году Юлия Шульгина окончила гимназию с золотой медалью и поступила в ее дополнительный, восьмой, педагогический класс. Закончив его через год, она получает звание домашней наставницы. Одновременно, самостоятельно подготовившись, успешно сдает в Рязанской второй мужской гимназии экзамены по латинскому языку и получает свидетельство.
Об успехах Юлии Шульгиной в учебе, ее отношении к занятиям свидетельствуют записи в экзаменационных списках гимназии. Так, в списке за 1913/14 учебный год читаем, что для изучения качестве специальных предметов она избрала русский язык и математику, исправно посещала уроки, отлично выполняла все письменные работы и обязанности воспитателя, к педагогической деятельности проявила достаточный интерес, пробные уроки провела хорошо, Педагогический совет гимназии счел необходимым подчеркнуть ее «выдающиеся способности при занятии науками».
Целью Шульгиной было получение высшего исторического образования, которое, как она считала, поможет ей подготовиться для ведения политической борьбы. Она едет в Москву и поступает учиться на Высшие женские курсы. Сохранилось дело № 9239 слушательницы этих курсов Юлии Николаевны Шульгиной. В нем тринадцать листов. Вот, например, прошение с просьбой принять ее в число курсисток исторического отделения историко-философского факультета. Оно датировано 18 июня 1914 года. На прошении помета: «Вне конкурса».
За годы учебы на Высших женских курсах (1914— 1918) Юлия изучала всеобщую историю, историю Древнего Востока, Греции, Рима, древнюю русскую и зарубежную историю, общую теорию права, теорию политической экономии, другие предметы. Все они были сданы с оценкой «весьма удовлетворительно».
У нее была небольшая комнатка в Теплом переулке, недалеко от Зубовской площади и рядом с Хамовниками, где находились курсы. Комната обставлена скромно: узкая кровать и стол, заваленный книгами; книги везде — и на подоконнике, и на стульях, и на любимом большом кресле.
Шульгина устанавливает связи с большевиками и помогает им. Она ведет занятия на вечерних курсах рабочих и выполняет отдельные поручения большевиков с присущей ей страстностью и обстоятельностью. Упорно изучает работы В. И. Ленина, которые ей достают товарищи, и другую нелегальную литературу. Как вспоминал ее брат В. Н. Шульгин, она считала идеи Ленина единственно правильными и неуклонно проводила их в жизнь.
Юлию единодушно выбирают секретарем Рязанского землячества. Вокруг нее группируются курсистки. Они прислушиваются к ее советам, а Юлия помогает им в учебе, изобретает для подруг различные способы добывания денег на продолжение учебы. Так, в прошении от 1 апреля 1916 года она добивается права на устройство землячеством платных концертов и лекций в Рязани, а также организацию экскурсий на пароходе в пользу слушательниц курсов.
Одна из сокурсниц Шульгиной, позднее известный этнограф и краевед Н. И. Лебедева, вспоминала: «Мне запечатлелась в памяти ее фигура на фоне столовой медицинского факультета Московского университета. Столовая была центром революционной деятельности студенчества». Известно, что в феврале — марте 1915 года в столовых Московского университета и Высших женских курсов, вокруг которых группировались революционные элементы студенчества, бывала М. И. Ульянова.
В дни Февральской революции правление Рязанского землячества приняло решение: студентам обедов не давать, а все запасы продуктов передать солдатам Московского гарнизона, которые, перейдя на сторону революции, остались без снабжения. «Мне запомнилась Юлия с тарелкой горячего супа, подаваемого солдатам», — вспоминала Н. И. Лебедева.
В марте 1917 года Московский комитет РСДРП предложил ей выехать в Рязань, связаться с рязанскими большевиками и включиться в деятельность местной партийной организации.
В Московском комитете РСДРП (б) Юлии порекомендовали в первую очередь встретиться с Семеном Пафнутьевичем Середой. Юлия знала этого высокого представительного мужчину, но никак не могла предположить, что он руководитель рязанских большевиков, подпольщик. Знакома с ним, однако, не была. В комитете назвали и другое имя — Аркадий Степанович Сыромятников, это был муж учительницы Юлии в гимназии.
Прибыв с братом Виталием в Рязань в самый разгар революционных событий, Юлия активно включилась в революционную деятельность. Выполняла поручения Середы, доставляла партийную литературу, выступала на митингах, вела агитационную и пропагандистскую работу.
По предложению Шульгиной был организован рабочий клуб. Газета «Рязанская жизнь» 28 мая 1917 года сообщала: «Сегодня в 7 часов вечера торжественно открывается рабочий клуб, устроенный Рязанской группой РСДРП. Клуб помещается на углу Мальшинской и Мясницкой улиц в доме Муратова. При клубе имеется библиотека-читальня, в которой ежедневно получаются все социалистические газеты. Намечено устройство ряда лекций и собеседований, организуется хор и оркестр. Все товарищи рабочие приглашаются на открытие клуба».
Клуб Совета рабочих и солдатских депутатов, председателем правления которого была избрана Ю. Н. Шульгина, стал центром агитационно-пропагандистской деятельности большевиков среди рабочих, солдат и крестьян. Например, приходили рабочие с завода Анонимного общества, которых приводил Николай Чачин, солдат 78-го пехотного запасного полка приводил Семен Дунаевский. С железнодорожниками приходил Лев Корон, с водниками — Колмаков, и т.д.
Юлии Шульгиной приходилось встречаться с сотнями рабочих, солдат, крестьян. В клубе они получали и консультации, и инструктаж, и ответы на волнующие вопросы.
Шульгина обладала своеобразным ораторским даром. В ее выступлениях не было ни блеска и остроумия, присущих Сыромятникову, ни железной логики и убедительности, которыми отличались выступления Середы. Зато в них была простота, доверительность и ясность мысли. Она говорила со сдержанной страстностью и всегда принципиально.
Правление клуба немало внимания уделяло работе среди молодежи. Шульгина умела найти с ней общий язык. В своей работе она не раз прибегала к помощи Рязанского землячества, объединявшего студентов, учившихся в высших учебных заведениях Москвы и Петрограда. Юлия связалась в первую очередь с теми, кого знала как сочувствующих большевикам, — с В. В. Нестеренко, И. А. Каировым и другими. Среди студентов читались лекции, доклады, готовились рефераты на политические темы, были организованы секции по изучению истории Рязанского края, ее экономики. Студенты привлекались к работе с учащимися старших классов гимназий.
Правление клуба состояло из семи, а президиум — из трех человек. При клубе работала ежедневно, с шести до десяти часов вечера, читальня. В клубе можно было получать книги для чтения на дом. Выписывались газеты «Вперед», «Социал-демократ», «Правда», «Солдатская правда», «Пролетарий», «Новая жизнь», «Рязанская жизнь» и др.
Был разработан и принят устав социал-демократического рабочего клуба. Членом его мог быть всякий сочувствующий рабочему делу. Однако действительными членами были только члены РСДРП.
Вместе с Шульгиной в клубе активно работали преподаватели гимназии М. А. Сыромятникова и К. А. Остроухова, фельдшер А. В. Судоплатова, швея Н. Г. Годунова, будущий журналист В. В. Нестеренко и другие. Пристальное внимание работе клуба уделял и помогал ему С. П. Середа.
После июльских событий в Петрограде Юлия распространяет листовки, газеты, разъясняет рабочим и солдатам правду о требованиях большевиков, рассказывает, почему сейчас снят лозунг «Вся власть Советам!», раскрывает смысл событий в Петрограде. Как член Рязанской группы РСДРП, она выполняет решения большевистского центра, указания В. И. Ленина.
В результате противостояния большевиков и меньшевиков в объединённой Рязанской городской организации РСДРП в начале августа 1917 г. прошли довыборы комитета организации. Он пополнился большевиками. В члены комитета была избрана Ю. Н. Шульгина.
3 октября 1917 года рязанские большевики вышли из состава объединенной с меньшевиками организации. Через два дня газета «Голос труда» объявила: 6 октября в семь часов вечера в Доме Свободы состоится общее собрание Рязанской группы РСДРП(б). На этом собрании присутствовало около 300 членов партии. Был избран городской комитет партии большевиков. В его состав вошли С. П. Середа, А. С. Сыромятников, С. Р. Дунаевский, С. А. Погудин, М. И. Воронков и Ю. Н. Шульгина. Последняя была единогласно избрана председателем Рязанского горкома РСДРП(б).
Горком разместился в помещении бывшей канцелярии Рязанского губернатора, в деревянном двухэтажном доме, расположенном на углу Мальшинской и Певческой улиц, рядом с Домом Свободы.
«Вход в этот дом был с улицы, крыльцо — несколько ступенек, — вспоминала секретарь первого состава горкома К. А. Остроумова. — В небольшую угловую комнату, где помещался комитет, входили через… проходную комнату. Дверь была в стене налево, в глубине комнаты, ближе к окну. В комнате комитета налево около окна стоял стол, за которым работала председатель комитета Ю. Н. Шульгина. Напротив, у другого окна, направо от двери, стоял стол секретаря комитета. В простенке между окнами против двери — на столике — пишущая машинка, в углу за дверью — партийная литература. Около стены — небольшой книжный шкаф. В этой комнате проходили заседания комитета. В большой проходной комнате — два стола: один около окон — на нем раскладывали литературу для отправки по организациям, другой — в глубине комнаты у стены — во время общих собраний служил местом для президиума. В комнате стояли также длинные скамьи и немного стульев. В этой комнате проходили общие партийные собрания. В проходной комнате была узкая, как бы винтовая лестница на второй этаж, по ней обычно поднимался на ночную работу в редакцию газеты тов. Середа. Помещалась в этом доме и библиотека, в ней приходилось работать, выдавать книги. Помещение в целом было, конечно, неблагоустроенным, очень холодным. Вечерами здесь собирались товарищи, было многолюдно. Днем же больше было приезжих из уездов».
8 октября 1917 года Шульгина присутствовала на I губернском съезде большевиков, проходившем в Доме Свободы. «Маленькая комната, оклеенная коричневыми обоями, мягкие стулья, на которых материя уже протерта и кое-где вылезла пакля, тускло горела лампочка» — так описал в своих воспоминаниях В. Н. Шульгин обстановку помещения, где проходил этот первый в истории Рязанской партийной организации большевистский съезд, собравший представителей от уездов и положивший начало общегубернскому объединению рязанских большевиков.
Настоящим праздником в городской организации стало вручение её членам первых партийных билетов. Их вручал членам горкома А. А. Толин, член губкома РСДРП (б). На них стояла дата — 8 октября 1917 года. Получала партийный билет и Юлия Николаевна Шульгина.
После Октябрьской революции она выполняет многочисленные задания губкома: организует курсы агитаторов, подбирает для них лекторов и докладчиков, иногда и сама читает лекции, инструктирует товарищей, уезжающих в уезды, а то и сама туда выезжает. Юлия регулярно готовит сообщения для заседаний губкома. Например, на заседании губкома 27 ноября на основе сведений, полученных из уездов от агитаторов, она сообщила: «…по губернии рассеяна масса большевистских ячеек, но они слабо связаны с Рязанью. Население всюду сочувствует большевикам. Наш успех на выборах мог бы быть большим».
Шульгина обращает внимание членов губкома на то что «губернский комитет проявляет мало активности» в налаживании работы на местах.
На том же заседании губком решил вопрос о созыве 5 декабря 1917 года губернской партийной конференции с повесткой дня: организационный вопрос, выборы делегата на Московскую областную конференцию, об организации власти в губернии и доклад по текущему вопросу.
Конференция состоялась, и ее делегат Юлия Шульгина была избрана в состав губкома.
Растут запросы на политическую литературу. Шульгина едет за ней в Москву, организует печатание брошюр и листовок в рязанских типографиях и рассылает их в уезды. Возвращаются домой фронтовики, многие из них, в первую очередь большевики, заходят в губком. Шульгина инструктирует их, снабжает литературой и направляет в уезды для организации и укрепления партийных ячеек.
5 апреля (24 марта) 1918 года состоялась II губернская партийная конференция. Она обсудила доклады о VII Всероссийском партийном съезде, о состоянии и деятельности губкома. С докладом о работе губкома партии выступила Ю. Н. Шульгина. Конференция заслушала также доклады с мест, решила текущие дела и избрала новый губком, в состав которого вновь вошла Ю. Н. Шульгина.
Конференция обсудила доклад Ю. Н. Шульгиной о работе губкома. Были заслушаны также доклады с мест о положении в уездных партийных организациях, о решениях Московской областной партийной конференции и обсужден вопрос об обязательном обучении членов партии военному делу. Конференция избрала новый состав губкома из семи человек. Ю. Н. Шульгина была избрана председателем Рязанской губернской партийной организации.
На I Губернском партийном съезде был избран губернский комитет в составе одиннадцати членов. Юлия Николаевна Шульгина вновь стала его председателем.
В феврале 1918 года Шульгиной поручили создание и руководство губернским комиссариатом призрения. Двадцатидвухлетняя большевичка энергично взялась за работу.
Шульгина подбирает штат работников: Н. Г. Годунова, М. А. Сыромятникова, К. А. Остроухова, И. П. Житков... Они обследуют подведомственные учреждения выясняют реальное положение дел, советуют, что необходимо сделать в первую очередь.
В уездах также организуются комиссариаты социального обеспечения. По распоряжению Ю. Н. Шульгиной туда направляются директивные указания центра — местные работники должны четко знать требования Советской власти по социальному обеспечению граждан. Так, в письме от 13 апреля, направленном уездным комиссарам социального обеспечения, Ю. Н. Шульгина требует принять серьезные меры к правильному распределению пособия среди нуждающихся. Для этого необходимо обследование каждой семьи, которой будет оказываться помощь. 23 апреля Шульгина направила специальное указание о расходовании средств уездных комиссариатов. Губернский комиссар требует представления приходо-расходных смет на содержание приютов, богаделен, убежищ и других учреждений, находящихся в их подчинении.
20 — 21 июня 1918 года состоялся 1-й губернский съезд уездных комиссаров социального обеспечения. На нем были обсуждены насущные проблемы: о положении дела социального обеспечения на местах, о финансовом положении уездных комиссариатов, о наличии продовольствия и обмундирования, об организации приютов и богаделен, о работе среди малолетних преступников, о продовольственных пайках, пенсиях, единовременном пособии населению. Обсуждались вопросы учета средств и составления смет, ведения денежной отчетности, обеспечения солдат, пострадавших на войне, объединения комиссариата социального обеспечения с отделом страхования комиссариата труда. Решались и текущие дела. Шульгина уверенно и умело вела работу съезда.
Положение социального страхования в губернии было катастрофическим: не хватало средств на содержание богаделен и приютов, условия жизни в них были тяжелые, санитарные условия плохие, практически отсутствовала медицинская помощь. Особенно трудно было с питанием для инвалидов и детей.
В неимоверно трудных условиях Ю. Н. Шульгина изыскивала средства и возможности для создания более или менее нормальных условий в учреждениях инвалидов и детских домах.
«В Рязанском губернском отделе социального обеспечения я работала с июня 1918 года как член коллегии по охране детства, заведовала этим отделом, — вспоминает К. А. Остроухова. — Юлия Николаевна всегда внимательно относилась к этому очень важному, ответственному участку работы комиссариата. Вместе с ней разыскивали мы (с помощью губисполкома) помещения для детских домов, планировали вывоз детей за город, хлопотали об улучшении питания. Большие трудности возникали с подбором кадров, особенно воспитателей, для детских домов. В связи с этим принимались меры к налаживанию работы междуведомственной комиссии из представителей отделов социального обеспечения, народного образования, здравоохранения. Мы также изучали опыт постановки дела в московских образцовых (показательных) детских домах».
25 июня 1918 года в Москве открылся Всероссийский съезд губернских комиссаров социального обеспечения. Шульгина была его делегатом.
Вернувшись в Рязань, Ю. Н. Шульгина познакомила сотрудников комиссариата с материалами съезда и 10 июля направила уездным комиссариатам пять резолюций, принятых им: о разработке закона о пенсионном обеспечении всех представителей трудового класса, об открытии домов инвалидов, о порядке составления смет и др. Губернский комиссар довел до сведения работников органов социального обеспечения новые задачи в связи с решениями Всероссийского съезда.
Ю. Н. Шульгина одновременно руководила и губернской партийной организацией, и губернским комиссариатом социального обеспечения. Кроме этого, она была членом губисполкома, горсовета, выполняя там определенные обязанности. Так, в горсовете начиная с 1918 года Шульгина руководила отделом народного образования. Она создавала его, подбирала кадры, налаживала работу школ. Затем ей поручили заведование вторым отделом — отделом местного хозяйства городского Совета.
Как выглядела она внешне? К. А. Остроухова вспоминает:
«Юное, выразительное лицо. Большой лоб, глаза серо-синие, большие, пытливые. Походка торопливая. Движения временами резкие, порывистые, сопровождающиеся жестами, в зависимости от обстановки. Она умело руководила большими собраниями, всегда проявляла большую находчивость в ответах на вопросы.
Юлия Николаевна много работала над собой, изучала труды Ленина, старалась использовать каждую свободную минуту; много читала ночами. Перечитывала классиков, любила музыку и сама играла на рояле. Была общительным и чутким товарищем.
Одевалась она просто, по-студенчески: берет, темно-синее пальто, с белым воротником платье».
16 августа 1918 года губком принял решение отозвать Шульгину с советской работы на партийную. С этого времени Юлия Николаевна целиком отдается партийной работе. Примерно месяц она работает в Рязанском губкоме РКП (б). В середине сентября Шульгина уже в Москве. Работает вначале помощником секретаря в Московском областном комитете РКП (б), затем в Центральном Комитете партии.
«С января 1920 года, — пишет К. А. Остроухова, — я работала вместе с Юлией Николаевной в информационном, а затем в организационно-инструкторском отделе ЦК РКП (б). Секретариат ЦК помещался на углу Воздвиженки и Моховой в 4-м Доме Советов, здесь же было и общежитие для сотрудников, а с 1921 года — на Воздвиженке, 5 (в настоящее время проспект Калинина, 5). Насколько я помню, наряду с работой в организационно-инструкторском отделе тов. Шульгина работала и в женотделе с тов. Артюхиной. Вообще, у нее всегда было много ответственных партийных поручений. Она часто избиралась председателем на собраниях партийной организации сотрудников Секретариата ЦК, особенно в 1920 году, пользовалась большим авторитетом.
Она была очень приветливым, общительным товарищем, внимательна к людям, интересовалась бытом сотрудников и старалась облегчить положение тех, кто оказался в беде.
Из ее близких друзей можно назвать Ц. С. Бобровскую — заместителя заведующего сектором. С ней она делилась своими трудностями по работе, советовалась».
В 1921 году Центральный Комитет партии направил Юлию Николаевну Шульгину в Донбасс для оказания помощи местным партийным организациям в массово-политической работе среди шахтеров. Здесь она заболела сыпным тифом и в том же году умерла.